# Носов, Константин Георгиевич
Константин Георгиевич Носов (24 июля 1938, Ленинград — 29 июня 1984, София) — выдающийся советский и болгарский джазовый трубач, композитор, сын известного композитора-песенника Георгия Носова.

## Биография
Окончил музыкальную школу и три курса музыкального училища при ленинградской консерватории.
С 1956 по 1959 годы играл в составе джаз-ансамбля саксофониста Ореста Кандата.
В 1959 году перешёл в джаз-оркестр Иосифа Вайнштейна, параллельно выступая в составе джаз-квинтета, собранного из солистов оркестра — Геннадий Гольштейн (альт-саксофон), Константин Носов (труба), Давид Голощекин (фортепиано), Виктор Смирнов (контрабас), Станислав Стрельцов (ударные).
В 1966 вместе с остальными участниками квинтета перешёл в оркестр Эдди Рознера, а в 1967 году — в Концертный эстрадный ансамбль Всесоюзного радио под руководством Вадима Людвиковского.
С 1973 по 1980 год играл в ансамбле «Мелодия» и оркестре Олега Лундстрема.
В 1980 эмигрировал в Болгарию, где продолжил свою деятельность в местных джазовых коллективах. Скончался в 1984 году.
В качестве композитора написал инструментальные пьесы: «Огненная река», «Совпадение», «Моему другу», «Ванда», «Мадригал».

## Дискография
Принимал участие в записях:
- джаз-оркестра Иосифа Вайнштейна в 1962—1967 годы (Д 10879-80 и Д 19159-60),
- ансамбля «Мелодия» в 1973—1977 годы (С 04535-6, С60 05277-8 и С60 08839-40; на второй пластинке является автором одной из пьес),
- оркестра Олега Лундстрема в 1976—1977 годы (С60 07077-8 и С60 08473-4);
- болгарского оркестра «София» п/у Димитра Симеонова в 1981 году (BTA 10572)
- в 1988 году фирма «Мелодия» выпустила пластинку «Время пришло!» с архивными записями квинтета Гольштейна-Носова конца 1960-х — начала 1970-х годов.

## Фильмография
- 1976 — Город. Осень. Ритм.
- 1976 — Грустить не надо — фильм об ансамбле «Мелодия» п/у Г. Гараняна[2].